# Lill-Tönnebrotjärnen
Lill-Tönnebrotjärnen är en sjö i Söderhamns kommun i Hälsingland och ingår i Skärjåns huvudavrinningsområde. Sjön har en area på 0,172 kvadratkilometer och ligger 56 meter över havet. Sjön avvattnas av vattendraget Skärjån (Tönsån).

## Delavrinningsområde
Lill-Tönnebrotjärnen ingår i det delavrinningsområde (677155-156399) som SMHI kallar för Utloppet av Lill-Tönnebrosjön. Medelhöjden är 59 meter över havet och ytan är 0,57 kvadratkilometer. Räknas de 62 avrinningsområdena uppströms in blir den ackumulerade arean 278,48 kvadratkilometer. Avrinningsområdets utflöde Skärjån (Tönsån) mynnar i havet. Avrinningsområdet består mestadels av skog (70 procent). Avrinningsområdet har 0,17 kvadratkilometer vattenytor vilket ger det en sjöprocent på 30,1 procent.